# Општина Игнешти
Игнешти (рум. Igneşti) општина је у Румунији у округу Арад.
Oпштина се налази на надморској висини од 212 m.